# Cimetière de Nomtsas
Le cimetière de Nomtsas est situé dans la région de Hardap, en Namibie. Le site a été classé monument national le 15 mars 1969. Le cimetière comporte six tombes.